# Jona-Kirche (Berlin)

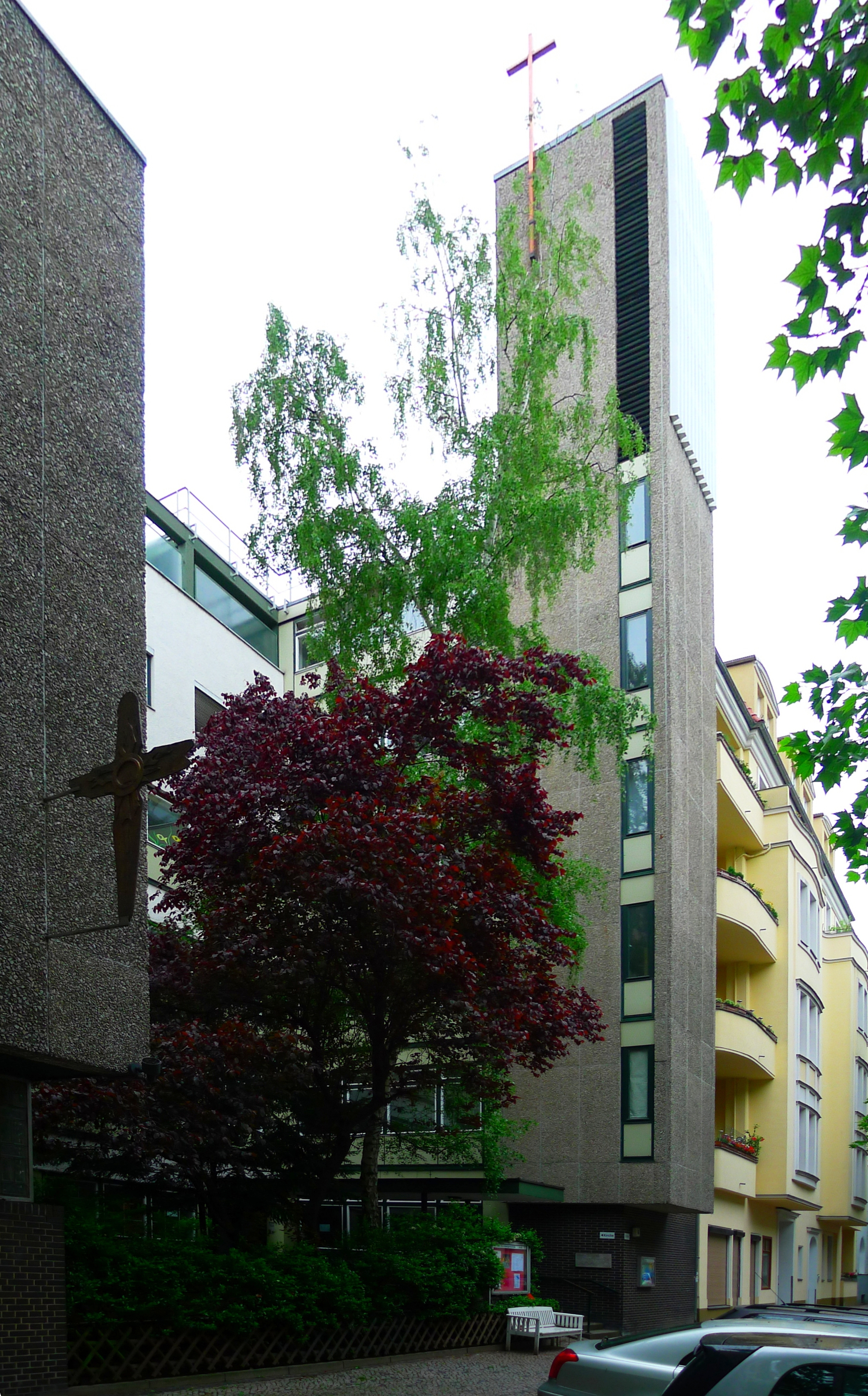
Jona-Kirche

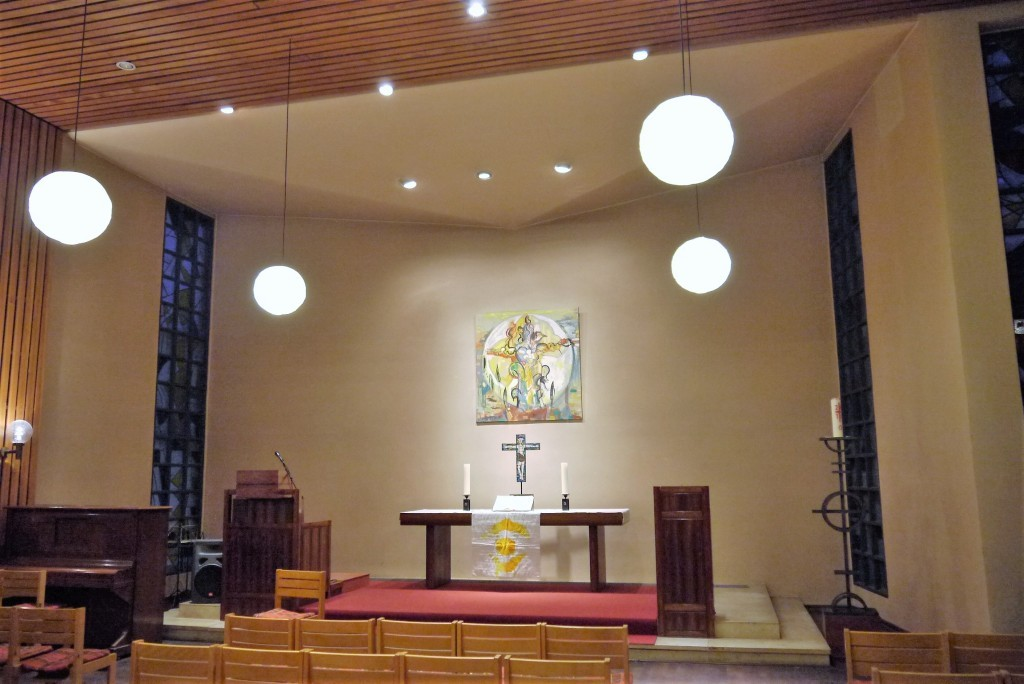
Innenraum, 2016

Die am 10. Dezember 1967 eingeweihte evangelische Jona-Kirche, ihr Namenspatron ist der Prophet Jona aus dem Alten Testament, ist Bestandteil eines Gebäudekomplexes, das in der Roscherstraße 6 im Berliner Ortsteil Charlottenburg des Bezirks Charlottenburg-Wilmersdorf steht. Das Gemeindezentrum wurde 1966–1967 als Filialkirche der Kirche am Lietzensee von Georg Lichtfuß entworfen. Die Gemeinden Jona und Hochmeister sind seit Anfang Januar 2016 fusioniert zur Evangelischen Kirchengemeinde Halensee, die Jonagemeinde besteht nicht mehr. Im Gebäude ist nun eine jüdische Grundschule untergebracht.

## Baubeschreibung
Im Gegensatz zum additiven Aufbau eines Gemeindezentrums, das vom Kirchenbau als selbstständiges Gebäude dominiert wird, schuf der Architekt eine integrierende Gesamtform. Die drei Gebäudetrakte des Gebäudekomplexes stehen in einer Baulücke der vor dem Zweiten Weltkrieg geschlossenen Bauweise. Die Saalkirche, die über die Baulinie auskragt, liegt über einem offenen Sockelgeschoss quer zur Straße. Der Stahlbetonskelettbau ist mit Mauerwerk ausgefacht, das sandfarben verputzt ist. Das Kirchenschiff und die zur Straße liegende Seite des Turms sind mit Platten aus Waschbeton belegt und heben sich in der Außengestaltung deutlich von den angrenzenden Wohngebäuden ab. Die Stirnseiten des Saals und des Turms sind fensterlos. Von der Straße zurückgesetzt, sodass sich ein Vorplatz ergibt, liegt ein fünfgeschossiger Quertrakt, der mit den beiden obersten Geschossen über den Saalbau ragt. Er hat bandartig zusammengefasste Fenster mit grünen Brüstungen und enthält Wohnungen und Gemeinderäume. Sein Dachgarten hat sowohl zur Straße als auch zum rückwärtigen Hof eine Pergola. Seitlich, an der Brandwand des Nachbarhauses befindet sich ein sechsgeschossiger Gebäudeflügel, der das Treppenhaus enthält. Zur Straße schließt er mit dem Glockenturm ab, der wie ein Erker auskragt.
Die Gegenüberstellung von Altar im rechteckigen, asymmetrisch zu einer Seite eingezogenen Chor auf der Ost- und Bühne, über der die Empore für die Orgel liegt, auf der Westseite des Saals, spiegelt die optische Trennung von kirchlich und weltlich genutzten Bereichen wider. Die Orgel wurde 1968 von der Werkstatt Karl Schuke Berlin erbaut und 1972 im Kirchsaal aufgestellt. Sie verfügt über sechs Register auf einem Manual und Pedal. 2021 wurde sie in die Dorfkirche St. Trinitatis Eichholz bei Zerbst umgesetzt.

## Geläut
Der hohe, vierkantige Turm trägt zum Kurfürstendamm hin ein schlankes Kreuz. Im Bereich seiner Glockenstube ist er zur Straße durch senkrechte Rippen gegliedert. Dort hing ein Geläut aus drei Bronzeglocken, das 1967 von Petit & Gebr. Edelbrock hergestellt und am 12. April 2023 abgebaut wurde. Es hatte folgenden Daten:
| Schlagton | Gewicht (kg) | Durchmesser (cm) | Höhe (cm) | Krone (cm) | Inschrift                                                             |
| --------- | ------------ | ---------------- | --------- | ---------- | --------------------------------------------------------------------- |
| g′        | 670          | 102              | 85        | 17         | UNSER GLAUBE IST DER SIEG, DER DIE WELT ÜBERWUNDEN HAT – 1. JOH. 5,4. |
| a′        | 450          | 090              | 73        | 15         | GLAUBET IHR NICHT, SO BLEIBET IHR NICHT – JES. 7,9.                   |
| c″        | 270          | 076              | 61        | 12         | UNS, HERR, WIRST DU FRIEDEN SCHAFFEN – JES. 26,12.                    |